# Rob Persoon
Robertus Johannes (Rob) Persoon (Weert, 18 mei 1941) is een Nederlandse politicus van het CDA.
Rob Persoon volgde, na op het gymnasium in Weert gezeten te hebben, een doctoraal planologie. In 1982 werd hij burgemeester van Sevenum. Hij ging eind 1992 in Huissen werken als burgemeester. Op 1 januari 2001 fuseerde die gemeente met de gemeenten Bemmel en Gendt tot de nieuwe gemeente Bemmel (in januari 2003 hernoemd in de gemeente Lingewaard) waarvan hij de burgemeester was tot zijn pensionering in juni 2006.
Daarmee was zijn burgemeesterscarrière nog niet voorbij want vanaf 2 oktober 2006 was hij waarnemend burgemeester in de gemeente Ambt Montfort. Op 1 januari 2007 fuseerde die gemeente met de gemeente Roerdalen tot de nieuwe gemeente Roerdalen waarvan hij vanaf die datum nog enkele maanden waarnemend burgemeester was totdat Ellen Hanselaar-van Loevezijn daar benoemd werd. Na Roerdalen werd hij in juli 2007 waarnemend burgemeester van Mook en Middelaar als opvolger van Ellen Hanselaar-van Loevezijn.